# Hàm Nghi
Nguyen Phuc Ung Lich, més conegut com a Hàm Nghi, (Huế, 3 d'agost de 1872 - 14 de gener de 1943) va ser un aristòcrata vietnamita, vuitè emperador de la dinastia vietnamita Nguyen. Va regnar només un any (1884–85).
El 4 de juliol de 1885, va esclatar una insurrecció nacional contra els francesos anomenada Cần Vương sota la direcció dels dos regents Nguyễn Văn Tường i Tôn Thất Thuyết. Després que els francesos assaltaren el palau, Tôn Thất Thuyết va fugir amb l'emperador Hàm Nghi i tres emperadrius. Hàm Nghi va anar als turons i selves al voltant de Laos juntament amb la força de Tôn Thất Thuyết. Mentre lluitaven batalles de guerrilles contra les forces d'ocupació franceses, va ser substituït pel seu germà, Đồng Khánh, que va ser coronat com el Fill del Cel. L'octubre de 1888, després d'una sèrie de contratemps, Hàm Nghi s'amagava a una casa aïllada a prop de la font del riu Nai, amb Tôn Thất Thiệp, el segon fill de Tôn Thất Thuyết, i només uns pocs assistents. Allà, va ser traït pel cap dels seus guàrdies Muong, Trương Quang Ngọc, i capturat l'1 de novembre, mentre que Thiệp va ser assassinat. El 2 de novembre va ser lliurat als oficials francesos.

## Exili
El 12 de desembre de 1888, es va exiliar a la colonia francesa d'Algèria. Allà es va casar amb una dona algeriana francesa anomenada Marcelle Laloë el 4 de novembre de 1904. Van tenir tres fills, el príncep Minh-Duc, la princesa Nhu May i la princesa Nhu Lý.

### Matrimoni

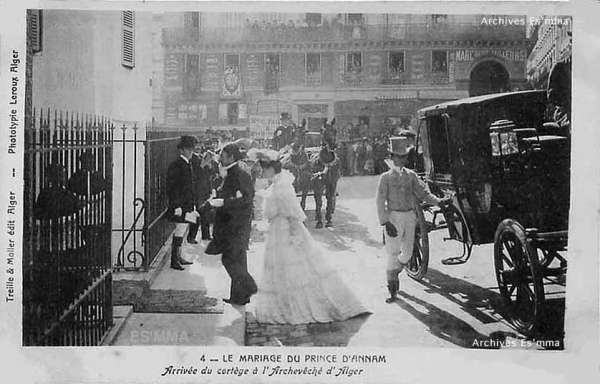
Casament de l'emperador Hàm Nghi a Algèria
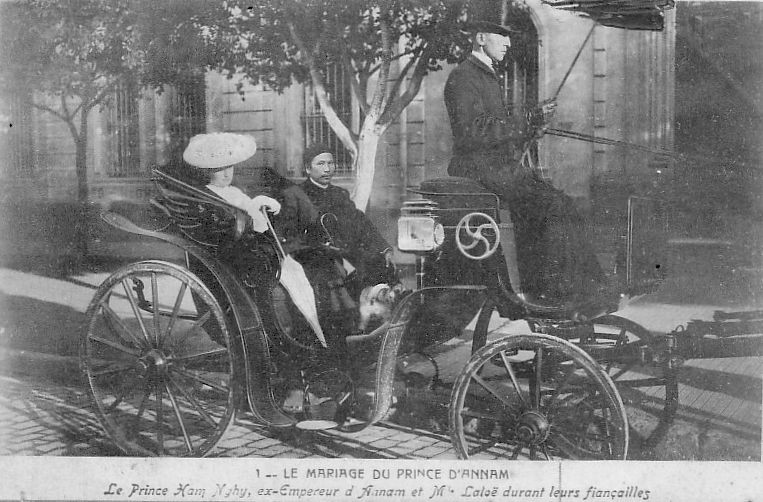
Casament de l'emperador Hàm Nghi a Algèria

## Mort
Va morir el 14 de gener de 1944 i va ser enterrat a Alger. Durant el seu exili, havia comprat el castell de la Losse a Tonac, Dordonya, al sud-oest de França. El 1965, de Gaulle va proposar a la seva filla, la comtessa de la Besse, el trasllat del seu cos a Tonac, on encara es troba en una tomba molt senzilla. El 2002, Vietnam va enviar una delegació a França per demanar permís a la princesa Nhu Lý (comtessa De La Besse, morta el 2005, als 97 anys) per traslladar les restes de son pare a l'antiga capital imperial d'Huế. La seva família es va negar. Algunes ciutats del Vietnam han batejat els seus carrers amb el seu nom.